# Глазкова Марія Володимирівна
Марія Володимирівна Глазкова (народ. 1974) — російська акторка театру та кіно.

## Біографія
Марія Глазкова народилась 23 грудня 1974 року. У 15 років закінчила школу і спробувала вступити до театрального інституту, але через те, що в неї не було паспорта, не вступила. Тоді вона стала студенткою історико-архівного інституту, а наступного року була прийнята до Вищого театрального училища імені М. С. Щепкина, звідки за два роки перейшла до Школи-студії МХАТ на курс Л. К. Дурова.
Наразі акторка театру на Малій Бронній.
Була одружена з актором Микитою Салопіним, із яким зустрілася ще у Школі-студії МХАТ.

## Визнання й нагороди
- Премія ім. І. Смоктуновського за роль Каті у спектаклі рос. «Пять вечеров»[1]

## Творчість

### Ролі в театрі
- рос. «Пять вечеров» Олександра Володіна. Режисер: Сергій Женовач — Катя
- Ніч перед Різдвом М. В. Гоголя. Режисер: Сергій Женовач — Оксана
- рос. «Нижинский, сумасшедший божий клоун» — балерина, повія
- рос. «Лиса и виноград» — Клея
- рос. «Пианино в траве» — Ізабель
- рос. «Три сестры» А. П. Чехова — Ірина
- 2001 — «Портрет Доріана Грея» Оскара Вайлда. Режисер: Андрій Житинкін — Сибіла Вейн[2]

### Фільмографія
| Рік  |   | Назва                             | Роль                                      |    |
| ---- | - | --------------------------------- | ----------------------------------------- | -- |
| 1991 | ф | Темні алеї                        | Альонка                                   | ру |
| 1992 | с | рос. Мелочи жизни                 |                                           | ру |
| 1997 | с | рос. Мелочи жизни                 |                                           | ру |
| 1997 | ф | рос. На заре туманной юности      | Дуняша                                    | ру |
| 2000 | ф | рос. Москва                       |                                           | ру |
| 2003 | ф | рос. Покаянная любовь             |                                           | ру |
| 2004 | ф | рос. Самара-городок               | Анжела                                    | ру |
| 2004 | ф | рос. Русское лекарство            | Любов Дмитрієва, капітан міліції          | ру |
| 2004 | ф | рос. Рокировка                    | Людмила                                   | ру |
| 2004 | ф | рос. Чудеса в Решетове            | Василиса Мелентьевна (Василиса Прекрасна) | ру |
| 2005 | с | Чорна богиня                      | Анна Жукова                               | ру |
| 2006 | ф | рос. Прорыв                       | Ксюша Селіванова                          | ру |
| 2007 | с | рос. Марш Турецкого 4             | Ольга Легейдо                             | ру |
| 2008 | ф | рос. Жаркий лёд                   | Лілія Самсонова, мати Асі                 | ру |
| 2009 | ф | рос. Пуля-дура 3                  | Катя                                      | ру |
| 2009 | ф | рос. Спецкор отдела расследований | Блохіна                                   | ру |
| 2010 | ф | рос. Дежурный ангел               | Ірина                                     | ру |